# Elecciones generales de Sudáfrica de 1989
Las elecciones generales de Sudáfrica de 1989 se realizaron el miércoles 6 de septiembre del mencionado año y fueron los últimos comicios realizados durante el régimen del apartheid. Siendo, por lo tanto, las últimas elecciones sudafricanas en las que la mayoritaria población negra no tuvo derecho a voto. Las elecciones estaban segregadas y, bajo la nueva constitución, que permitía una ligera flexibilización, otorgándoles el voto a los mulatos y a los indios, se establecía un parlamento tricameral: los blancos elegían 166 de los 178 escaños de la Cámara de la Asamblea, los mulatos elegían a 80 de los 85 escaños de la Cámara de Representantes, y los indios elegían a 40 de los 45 escaños de la Cámara de Delegados.
En el plano de la Cámara de la Asamblea, el Partido Nacional (NP), gobernante desde 1948 e instaurador del régimen, sufrió un duro revés electoral al recibir, por segunda vez desde 1948, menos del 50 % de los votos, debiéndose esto en gran medida al rumbo reformista que estaba tomando el gobierno de Frederik de Klerk. Conservó, sin embargo, la mayoría absoluta, con 94 de los 166 escaños electos y 103 de los 178 escaños en total. De Klerk, que ejercía la presidencia desde principios de año tras la renuncia de Pieter Willem Botha, logró ser reelegido como Presidente Estatal de Sudáfrica. El Partido Conservador (CP), que se oponía a cualquier liberalización del régimen, quedó en segundo lugar con el 31.52 % de los votos e incrementó considerablemente su representación, y en tercer lugar quedó el Partido Demócrata, sucesor del Partido Federal Progresista y principal fuerza de oposición blanca al apartheid, con el 20 % de los votos y 33 escaños. El Partido Nacional Reconstituido (Herstigte Nasionale Party) una escisión del Partido Nacional también opuesta al creciente proceso de liberalización, obtuvo menos del 0.30 % de los votos y no logró ningún escaño, y también hubo algunos independientes, que tampoco lograron llegar al legislativo. En el plano de la Cámara de Delegados, el partido Solidaridad obtuvo una estrecha victoria contra el Partido Nacional del Pueblo, con 19 de los 45 escaños contra los 9 de su oponente. El Partido Demócrata también disputó estos comicios y obtuvo 3 escaños, convirtiéndose en el único partido en tener representación en más de una de las tres cámaras. Por último, la elección de la Cámara de Representantes resultó en una abrumadora victoria para el Partido Laborista, que obtuvo 74 de los 85 escaños totales. Su principal oponente fue el Partido de al Reforma Democrática, que obtuvo 5.
Donald Simpson, escribiendo en el periódico sudafricano The Star, predijo que muy probablemente el Partido Nacional perdería las próximas elecciones, y sería sucedido por el Partido Conservador, el cual rápidamente iniciaría una regresión en cuanto a las políticas de reforma. Sin embargo, esto no llegó a darse debido a que durante la legislatura siguiente, comenzó la transición para poner fin al apartheid y, en las siguientes elecciones, los negros tuvieron derecho a voto.

## Resultados

### Cámara de la Asamblea
|  | 48.19 % |

|  | 31.52 % |

|  | 20.00 % |

|  | 0.25 % |

|  | 0.04 % |

|  | 69.48 % |

## Consecuencias
A pesar del revés sufrido por el oficialismo, juntando los resultados del Partido Nacional y el Partido Demócrata (68.19), el reformismo había obtenido un resultado abrumador, y el gobierno interpretó esto como un mandato del electorado blanco para iniciar una transición negociada con el Congreso Nacional Africano (ANC), principal partido de oposición negra, y su líder Nelson Mandela.